# Greg Bolger
Greg Bolger (Wexford, 9 de septiembre de 1988) es un futbolista irlandés que juega de centrocampista en el Sligo Rovers F. C. de la Premier Division de Irlanda.

## Carrera deportiva
Bolger comenzó su carrera en el UC Dublín, club que abandonó en 2011, cuando se marchó al Dundalk F. C.
En 2012 fichó por el St Patrick's Athletic, y en 2016 se marchó al Cork City.

### Shamrock Rovers
El 7 de noviembre de 2017 fichó por el Shamrock Rovers.

## Carrera internacional
Bolger fue internacional sub-23 con la selección de fútbol de Irlanda.

## Clubes
| Club                        | País    | Año       |
| --------------------------- | ------- | --------- |
| UC Dublín A. F. C.          | Irlanda | 2010      |
| Dundalk F. C.               | Irlanda | 2011      |
| St Patrick's Athletic F. C. | Irlanda | 2012-2015 |
| Cork City F. C.             | Irlanda | 2016-2017 |
| Shamrock Rovers F. C.       | Irlanda | 2018-2020 |
| Sligo Rovers F. C.          | Irlanda | 2021-     |

## Palmarés

### Títulos nacionales
| Título                     | Club                        | País    | Año  |
| -------------------------- | --------------------------- | ------- | ---- |
| Premier Division           | St Patrick's Athletic F. C. | Irlanda | 2013 |
| Copa de Irlanda            | St Patrick's Athletic F. C. | Irlanda | 2014 |
| Supercopa de Irlanda       | St Patrick's Athletic F. C. | Irlanda | 2014 |
| Copa de la Liga de Irlanda | St Patrick's Athletic F. C. | Irlanda | 2015 |
| Supercopa de Irlanda       | Cork City F. C.             | Irlanda | 2016 |
| Copa de Irlanda            | Cork City F. C.             | Irlanda | 2016 |
| Premier Division           | Cork City F. C.             | Irlanda | 2017 |
| Copa de Irlanda            | Cork City F. C.             | Irlanda | 2017 |
| Supercopa de Irlanda       | Cork City F. C.             | Irlanda | 2017 |
| Copa de Irlanda            | Shamrock Rovers F. C.       | Irlanda | 2019 |
| Premier Division           | Shamrock Rovers F. C.       | Irlanda | 2020 |